# Norbert Engel
Pour les articles homonymes, voir Engel.
Norbert Engel, né le 28 février 1950 en Lorraine, est un artiste peintre contemporain français.

## Biographie
Né en 1950 en Lorraine, Norbert Engel se consacre d'abord à sa carrière professionnelle en tant que chef d'entreprise. 
Passionné par l'art pictural, il s'inscrit de 1998 à 2001 à l'École supérieure des arts décoratifs de Strasbourg où il fréquente l'atelier de dessin de Franck Helmlinger.  
Il rencontre rapidement le succès dès sa première exposition en 2000 sur la thématique « 50 ans, 50 nus ». Il enchaine par la suite les expositions en France et à l'étranger.
Norbert Engel décline sa peinture abstraite sous différentes formes. Il peint aussi bien des tableaux abstraits à l’acrylique, à l’aquarelle qu’au format numérique.
L'artiste peintre s'inspire de différentes thématiques : le corps, les paysages, la nature, les natures mortes, les scènes de la vie, les ambiances, l'écriture, le symbolisme, la philosophie.
Son style et ses moyens d'expression sont tout aussi diverses. Ils englobent l'abstraction, le conceptuel, l'informel, l'expressionnisme, le Pop art, mais aussi les graffitis, le monochrome et le tachisme.

## Influences
Passionné par les peintres expressionnistes américains des années 50 tels que Jackson Pollock, Mark Rothko ou encore Robert Rauschenberg, Norbert Engel se nourrit également d’autres références de la peintures abstraites, à l’instar de Nicolas de Stael, Simon Hantaï, Cy Twombly, et Alberto Giacometti.

## Expositions
- Galerie Aries Colmar "Corps mémorables" (2000)
- Boutique Heschung Strasbourg (2002)
- Galerie Goinard Paris 75006 (2003)
- Demeure d'Anthylla 68150 (2003)
- JY'S Colmar (2004)
- Centre de Gestion de Patrimoine CCF Strasbourg (2004)
- Designers Days Boffi Paris (2005)
- Lezard Colmar (2005)
- Moulin de la Wantzenau Strasbourg (2005)
- Bradi Colmar (2006)
- Les artistes ouvrent leur porte Colmar (2006)
- Exposition chez Lise Braun Colmar (2017)
- ART3F à Bruxelles (2019)

- Art Shopping Carrousel du Louvre à Paris (2019)

- Exposition Spectrum à Miami (2019)

- Galerie Sonia Monti à Paris (2020)

- Thayngen en Suisse (2020)
- Spectrum à Miami (2021)